# Campionati mondiali di pentathlon moderno 1988
I campionati mondiali di pentathlon moderno 1988 si sono svolti a Varsavia, in Polonia, dove si sono disputate le gare femminili individuali ed a squadre.

## Risultati

### Femminili
| Evento      | Oro                                              | Argento                                                         | Bronzo                                                         |
| Individuale | Dorota Idzi                                      | Irina Kiseleva                                                  | Caroline Delemer                                               |
| A squadre   | Polonia Dorota Idzi Anna Sulima Iwona Kowalewska | Italia Barbara Boccolari Fabrizia Alessandrini Emanuela Gabella | Francia Sophie Moressée Caroline Delemer Nathalie Hugenschmitt |

## Medagliere
| Posizione | Paese            |   |   |   | Totale |
| --------- | ---------------- | - | - | - | ------ |
| 1         | Polonia          | 2 | 0 | 0 | 2      |
| 2         | Italia           | 0 | 1 | 0 | 1      |
| 2         | Unione Sovietica | 0 | 1 | 0 | 1      |
| 4         | Francia          | 0 | 0 | 2 | 2      |
| Totale    | Totale           | 2 | 2 | 2 | 6      |